# Mancur Olson
Mancur Olson (Grand Forks, 22 de janeiro 1932 - 19 de fevereiro de 1988) foi um economista e cientista social norte-americano que, de forma pioneira, apropriou-se de modelos econômicos para o estudo de fenômenos sociais e políticos. Suas obras tratam de temas diversificados como tributação, ação coletiva, bens públicos e direitos contratuais no desenvolvimento econômico. A Lógica da Ação Coletiva é o seu primeiro e mais influente livro.

## Obra
- The Logic of Collective Action: Public Goods and the Theory of Groups, Harvard University Press, 1st ed. 1965, 2nd ed. 1971.
- The Rise and Decline of Nations: Economic Growth, Stagflation, and Social Rigidities, Yale University Press, 1982
- Power and Prosperity: Outgrowing Communist and Capitalist Dictatorships, Oxford University Press, 2000